# Djambo, Djambo
Chansons représentant la Suisse au Concours Eurovision de la chanson
Mikado
(1975) Swiss Lady
(1977)
Djambo, Djambo est une chanson écrite et composée par Peter Reber et interprétée par le groupe suisse Peter, Sue & Marc, parue sur l'album éponyme et sortie en 45 tours en 1976.
C'est la chanson sélectionnée pour représenter la Suisse au Concours Eurovision de la chanson 1976 qui se déroule à La Haye, aux Pays-Bas.

## À l'Eurovision
Peter, Sue et Marc ont déjà représenté ou représenteront la Suisse au Concours à quatre reprises, chantant chaque fois dans une autre langue : en 1971 avec Les Illusions de nos vingt ans en français, en 1976 avec Djambo, Djambo en anglais, en 1979 avec Trödler und Co en allemand et enfin en 1981 avec Io senza te en italien, un record dans l'histoire de l'Eurovision.
Elle est intégralement interprétée en anglais et non dans une des langues nationales, le choix de la langue étant libre entre 1973 et 1976. C'est la première fois que la Suisse ne chante pas dans une des langues officielles du pays. La prochaine fois n'aurait lieu qu'en 2004. L'orchestre est dirigé par Mario Robbiani.
Il s'agit de la deuxième chanson interprétée lors de la soirée, après Brotherhood of Man qui représentait le Royaume-Uni avec la chanson gagnante Save Your Kisses for Me et avant Les Humphries Singers qui représentait l'Allemagne avec Sing Sang Song (en). À l'issue du vote, elle a obtenu 91 points, se classant 4e sur 18 chansons,.

## Classement

### Classement hebdomadaire
| Classement (1976)            | Meilleure position |
| ---------------------------- | ------------------ |
| Suisse (Schweizer Hitparade) | 6                  |